# Sacré-Cœur (Audincourt)

Kirche Sacré-Cœur in Audincourt

Sacré-Cœur ist eine römisch-katholische Kirche in Audincourt, Département Doubs in der französischen Region Bourgogne-Franche-Comté. Sie gehört zur Pfarrei Saint-Luc im Bistum Belfort-Montbéliard. Als Patrozinium der Kirche wurde das Heiligste Herz Jesu   gewählt.

## Geschichte
Durch die Ansiedlung eines Werks des Autoherstellers Peugeot wuchs zwischen 1935 und 1948 die Bevölkerung Audicourts so schnell, dass ein neues Arbeiterviertel, das „Quartier des Autos“, entstand. Dazu sollte auch eine katholische Kirche gehören, denn die bestehenden Kirchengebäude waren zu klein für die vielen zugezogenen Kirchgänger.
Mit dem Bau wurde 1949 der Architekt Maurice Novarina beauftragt. Der Erste Spatenstich wurde am 4. Juli 1949 vollzogen, der Grundstein wurde am 26. März 1950 gelegt und am 16. September 1951 wurde die Kirche geweiht. 1955 wurde die runde Taufkapelle seitlich an der Kirche angebaut.
Seit 1996 ist die Kirche eingetragen als Monument historique und steht damit unter Denkmalschutz.

## Beschreibung
Das Gebäude ist eine rechteckige Saalkirche von 37 Metern Länge mit einem halbkreisförmigen Abschluss als Altarbereich. Das Satteldach ist auf der Eingangsseite abgewalmt und weit über die Gebäudefront hinausgezogen; es wird mit zwei runden Pfeilern abgestützt, so dass sich über der Fassade und den drei breiten Portalen eine Art Portikus ergibt. Über den Portalen zieht sich über die ganze Frontseite ein Mosaik des Malers Jean Bazaine. Rechts der Fassade steht frei ein Glockenturm auf rechteckigem Grundriss, auf der linken Seite eine runde Taufkapelle mit flachem Kegeldach, rundum verglast mit Glasgemälden in leuchtenden Farben, deren Entwürfe ebenfalls von Jean Bazaine stammen. Auf der Nordseite befindet sich hinter dem halbrunden Altarbereich die eingeschossige Sakristei, die wie Turm und Taufkapelle durch einen schmalen Gang mit dem Kirchengebäude verbunden ist.
Das Kirchenschiff hat im Innern eine flach gewölbte Kassettendecke aus Holz, der halbrunde Altarbereich ist leicht überwölbt und weiß verputzt. Aber insgesamt entsteht der Eindruck eines einzigen Raumes. Dieser Eindruck wird vor allem hervorgerufen durch einen Fensterfries, der ohne Unterbrechung mit Ausnahme der Rückwand den ganzen Raum umschließt, Dieses Fensterband besteht aus 17 einzelnen von Fernand Léger gestalteten Buntglasfenstern in ähnlich leuchtenden Farben wie in der Taufkapelle. Sie thematisieren die Passion Jesu Christi und zeigen in den fünf zentralen Fenstern die Fünf Wunden Christi. Hinter dem Altar befindet sich noch ein Wandteppich in erdigen Braun- und Ockertönen, ebenfalls von Fernand Leger entworfen.
Auf der Empore über dem Eingangsbereich im hinteren Teil der Kirche steht seit 1959 die von dem Orgelbauer Erwin Müller aus Croissy-sur-Seine erbaute Orgel mit einem Umfang von 21 Registern auf zwei Manualen und Pedal.
Insgesamt hat diese Kirche eine gewisse Ähnlichkeit mit der Église Notre-Dame de Toute Grâce du Plateau d’Assy des gleichen Architekten: rechteckige Saalkirche mit halbkreisförmigem Abschluss, vor allem aber auf Betreiben des Dominikanerpaters und künstlerischen Beraters Marie-Alain Couturier die Beteiligung von anerkannten modernen Künstlern, die der katholischen Kirche eher nicht nahe standen.